# Elin Flyborg
Elin Flyborg, född 5 oktober 1976, är en svensk före detta fotbollsspelare.
Flyborg representerade på klubbnivå Djurgårdens IF och efterföljaren Djurgården/Älvsjö. Hon spelade 30 A-landskamper (10 mål) för Sverige, och var med i Sveriges trupp i EM 2001.